# 现任河南省地级行政区行政长官列表

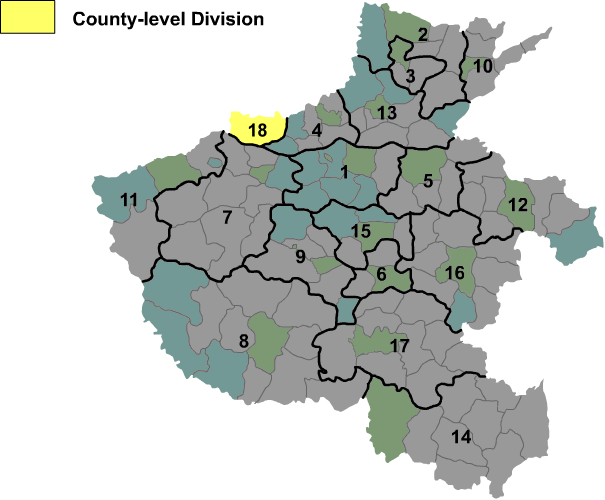
以河南省地級行政區來劃分，
具體請見：「河南省」條目，
「行政區劃」章節

本列表列出中華人民共和國河南省17個地級行政區的現任人民政府市長。該省的17個地級市的人民政府市長均由唯一執政黨中國共產黨的黨員出任，是該市政治建制內，僅次於中共該市委員會書記的「二把手」，而且此職由該市黨委排名第一的副書記擔任成了一種趨勢。
現任地級行政區行政首長之中，有1位是少数民族，即开封市人民政府市长李湘豫，侗族人；任职时间最长的是开封市人民政府市长李湘豫，自2020年12月31日起任职，迄今4年7个月；任职时间最短的是郑州市人民政府市长莊建球，自2025年2月18日起任职，迄今6个月。

## 地級市人民政府市長
| 地级市人民政府 （历任市长）   | 市长            | 上任日期 （任职时间）       | 出生年月            | 信息源 |
| ----------------------------- | --------------- | --------------------------- | ------------------- | ------ |
| 郑州市人民政府 （市长列表）   | 莊建球          | 2025年2月18日 （7个月）     | 1971年11月 （53歲） | [ 1 ]  |
| 开封市人民政府 （市长列表）   | 李湘豫 （侗族） | 2020年12月31日 （4年7个月） | 1970年7月 （55歲）  | [ 2 ]  |
| 洛阳市人民政府 （市长列表）   | 张玉杰          | 2025年3月31日 （4个月）     | 1975年2月 （50歲）  | [ 3 ]  |
| 平顶山市人民政府 （市长列表） | 李明俊          | 2023年1月6日 （2年7个月）   | 1970年9月 （54歲）  | [ 4 ]  |
| 焦作市人民政府 （市长列表）   | 刘冰            | 2024年1月10日 （1年7个月）  | 1979年3月 （46歲）  | [ 5 ]  |
| 鹤壁市人民政府 （市长列表）   | 赵宏宇          | 2023年3月16日 （2年5个月）  | 1970年2月 （55歲）  | [ 6 ]  |
| 新乡市人民政府 （市长列表）   | 魏建平          | 2021年7月9日 （4年1个月）   | 1971年8月 （54歲）  | [ 7 ]  |
| 安阳市人民政府 （市长列表）   | 高永            | 2021年7月3日 （4年1个月）   | 1974年7月 （51歲）  | [ 8 ]  |
| 濮阳市人民政府 （市长列表）   | 朱良才          | 2023年3月17日 （2年5个月）  | 1975年8月 （50歲）  | [ 9 ]  |
| 许昌市人民政府 （市长列表）   | 刘涛            | 2021年7月5日 （4年1个月）   | 1971年6月 （54歲）  | [ 10 ] |
| 漯河市人民政府 （市长列表）   | 秦保强          | 2021年7月16日 （4年1个月）  | 1967年12月 （57歲） | [ 11 ] |
| 三门峡市人民政府 （市长列表） | 柳波            | 2025年8月13日 （0个月）     | 1980年9月 （44歲）  | [ 12 ] |
| 南阳市人民政府 （市长列表）   | 路红卫          | 2024年7月26日 （1年）       | 1969年3月 （56歲）  | [ 13 ] |
| 商丘市人民政府 （市长列表）   | 摆向阳          | 2021年8月2日 （4年）        | 1970年9月 （54歲）  | [ 14 ] |
| 信阳市人民政府 （市长列表）   | 陈志伟          | 2021年12月27日 （3年7个月） | 1970年5月 （55歲）  | [ 15 ] |
| 周口市人民政府 （市长列表）   | 吉建军          | 2021年7月6日 （4年1个月）   | 1972年8月 （53歲）  | [ 16 ] |
| 驻马店市人民政府 （市长列表） | 李跃勇          | 2021年7月6日 （4年1个月）   | 1972年11月 （52歲） | [ 17 ] |